# Mann River (Liverpool River)
Der Mann River ist ein Fluss im Norden des australischen Northern Territory.

## Geografie
Der Fluss entspringt etwa 35 Kilometer östlich der Central Arnhem Plateau Weather Station im Westen des Arnhemlandes. Er fließt in einem Bogen zunächst nach Osten und dann nach Norden. Bei der Aboriginessiedlung Manmoyi mündet er in den Liverpool River. Wegen seines geringen Gefälles im Mittel- und Unterlauf besitzt der Fluss eine breite Flussaue mit vielen Kanälen und Wasserlöchern.

### Nebenflüsse mit Mündungshöhen
Der Fluss hat folgende Nebenflüsse:
- Jimbu Creek – 277 m
- McCraw Creek – 258 m